# 朝鮮人民軍陸軍
朝鮮人民軍陸軍（朝鲜语：／）是朝鮮人民軍的陸上作戰部隊，逾百萬兵力，也是目前北韓軍隊中人數最多的軍種，甚至朝鮮人民軍在建軍之初的軍旗便是直接沿用其陸軍軍旗。

## 組織概況
截至2001年為止，朝鮮人民軍陸軍預計有約1,003,000成員規模，可編成20個軍團、176個師和旅。
陸軍軍隊有近70%的現役部隊以及占全國大多數的火砲和裝甲戰鬥車輛 ，進駐邊境附近與大韓民國國軍對峙著。除了正規軍外，朝鮮人民軍陸軍也有一個規模超過90,000人的特種部隊。 直到1986年以前，大多數的來源都聲稱北韓僅擁有兩個裝甲師。
但到了近代，透過戰鬥序列的改組裝甲軍團和裝甲旅開始加倍增加。到了1980年代中期，大多數的大口徑自行火砲合併至第一砲兵團裡。 與此同時，重組後的部隊重新部署向前移動，越趨接近兩韓的非軍事區域。這導致擔任前鋒的隊伍在其業務管轄區域遭到壓縮，不過其內部組織仍與過去保持相同。不同於1980年以前，新組建的機械化部隊紛紛往前部屬，使得裝甲和砲兵部隊能迅速組成第一梯隊，從後方直接為一般常規部隊提供強大的掩護火力。
截至1992年為止，陸軍軍隊由19個兵團組成，另外還有兩個獨立的特種作戰部隊，這些武裝力量在九個軍區（或地區）下被指揮管制著。大多數的來源一致認為北韓的地面部隊有約145個師或旅，其中約有120個保持完整的常備狀態活躍。但是，仍有一些部隊在其武器設備上大多呈故障的狀態。截至1996年為止，朝鮮人民軍陸軍主要作戰部隊擴增至153個師或旅，其中包括有60個步兵師／旅、25個機械化步兵旅、13個坦克旅，以及25個旅級特種作戰部隊（SOF）和30個砲兵旅。 北韓將這些部隊部署成四條戰線，其中又以38度線的部隊裝備最精良、人員整體素質最高，以在戰時在遭受打擊的情況下持續向前攻擊。這些部隊進駐主要的南北交通幹線附近，企圖於戰時能快速、有效地進入韓國境內。朝鮮人民軍將龐大數量的火砲部署至分隔兩韓的非軍事區（DMZ）附近，並進行了定位掩護的工程，尤其是在長程攻擊系統上更是做得仔細。
朝鮮人民軍的陸軍軍官和士兵是最常見到其身穿橄欖綠或棕褐色的制服。然而，在一些描繪北韓軍隊的宣傳畫面或在正式場合，則會統一穿著一種從中山裝延伸出的軍服，男性士兵會穿著褲子，而女性士兵則會穿上裙子。在春季和夏季時頭上會戴有制式帽子，而在冬天則會套上蘇聯皮毛帽。而在極少的照片上，有些北韓軍官會穿著一種變種M81內林地迷彩的軍服出現。

### 地面部隊編制
- 平壤防禦司令部
- 第一軍(江原道淮陽郡)
- 第二軍(黃海北道平山郡)
- 第三軍(平安南道南浦特別市江西區域)
- 第四軍(黃海南道海州市)
- 第五軍(江原道伊川郡)
- 第七軍(咸鏡南道咸興市)
- 第八軍(平安北道定州市)
- 第九軍(咸鏡北道清津市)
- 第十軍(慈江道江界市，1990年代創設。)
- 第十一軍(兩江道惠山市，1990年代創設。)
- 第十二軍(中朝邊境及兩江道，1990年代創設。)
- 第108機械化軍(咸鏡南道榮光郡)
- 第425機械化軍(平安北道定州市)
- 第806機械化軍(江原道高城郡)
- 第815機械化軍(黄海北道瑞興郡)
- 整編單位
  - 第820裝甲師(黄海北道沙里院市，第820戰車軍2006年整編為第820裝甲師。)
  - 第518砲兵師(黄海北道新溪郡，第620砲兵軍2010年整編為第518砲兵師。)
- 升階單位
  - 江東砲兵軍(平壤江東郡，2003年江東砲兵軍整編為飛彈指導局，2012年飛彈指導局升階為戰略火箭軍。)
- 解散單位
  - 第六軍(咸鏡北道清津市，1995年第六軍發生叛變事件，超過40名軍官遭逮捕處決，第六軍被解散重編為第九軍。)

## 準軍事部隊

### 工農赤衛軍
工農赤衛軍是北韓最大的民防力量，總計可作為後備力量的約有350萬人；工農赤衛軍是由46歲以上的工人、農民、轉業軍人、國家幹部中優秀男女青壯年組成（女性17—30歲），目前一共有7個常規旅級單位。
這些民兵擁有的武器，大多是一線部隊所替換下來的舊式武器，但是他們也擁有少量迫擊砲和高射砲等重武器。除了常規部隊外，單位並非都有配置武器。
這種民兵制度早在1959年便已經成立，且由國防委員會教育處與人民內務軍所指揮掌控，不過在朝鮮勞動黨內也設有民防部來督促這些組織。

### 红色青年近卫隊
红色青年近卫隊皆是由人民軍青年兵團中學的學生組成，他們每週六進行四小時的軍事訓練演習以及幹部培訓活動。
他們的使命是：一手拿書，一手拿槍，學習科學知識和現代軍事技術，使自己成為文武兼備的革命保衛者；在戰時，肩負起保衛工廠、企業、電站、橋樑等重要設施和布防海岸線、加強空防、防奸防特等。
他們要求在校內及校外接受軍事訓練，以隨時能在必要時投入戰場，進行於後方的低危險任務；每逢週六都會進行四小時的軍事訓練演習以及幹部培訓活動。

## 武器概況
在1970年代末開始，大韓民國自美國獲得了新的技術和設備，逼使得北韓陸軍得開始進行重大重組和對其地面部隊邁向現代化。
開始對手頭上停留在1960年代水平的T-62主戰坦克進行改良，並將這些擁有115毫米炮管的坦克大量自行生產。基於聯合作戰的大趨勢，很明顯地朝鮮人民軍為自己需求進行頗多改進，也開始自行改良生產由蘇聯或中國所設計的武器。
朝鮮人民軍地面部隊所使用的軍事裝備可能是國家自行生產，亦可能是自國外進口。从一些特殊资料中得知，朝鲜人民军预计可能拥有400辆以上的T72坦克（包括一些改装升级的产品），极有可能有相当部分是自己组装以及改装，零件来源应该是中东国家，以及前苏联。除此之外，一些較舊的裝備則可能來自過去的庫存。
在蘇聯解體後，這些軍事裝備大多是蘇聯制式裝備，或是後來從中華人民共和國引入。
在1980年代時，為了使更多的軍隊能快速移動對其實施機械化的作業，北韓軍方不斷試圖製造或購買新型坦克、自走火砲、裝甲運兵車（APC）和卡車等。也因此，地面部隊極少使用著即將退休的老型號武器，且往往維持著大輛的設備庫存；在對老款的武器進行升級的同時，朝鮮人民軍陸軍也在積極儲備備用的武裝力量。
儘管這十年之久的現代化計劃，大大提高了北韓陸軍的機動性和火力發揚能力，朝鮮人民軍陸軍在軍隊上仍有很大程度上的步兵部隊存在著。
1980年到1992年時，北韓陸軍進行了大幅改組，該組後有極多數的地面部隊向前部署。同時軍隊也非常注重特種作戰的功能，招募了全世界最大的特種作戰部隊。這些部隊十分熟悉著朝鮮半島的山地地形，能有效作戰。
從1984年到1992年的統計中，朝鮮人民軍陸軍擁有約1,000輛坦克、2,500多輛的裝甲運兵車或步兵戰車、6,000多門的大砲和火箭發射器。北韓陸軍面對由駐韓美軍和韓國共同防禦的南部地區，在1992年時，在人員和其他潛伏的部隊上，數量上有近兩倍左右的差距；在坦克和大砲上則有1.5比1的數量優勢。在1993年年中時，北韓陸軍有超過60%的軍隊部署在非軍事區旁100公里的範圍內。

### 坦克

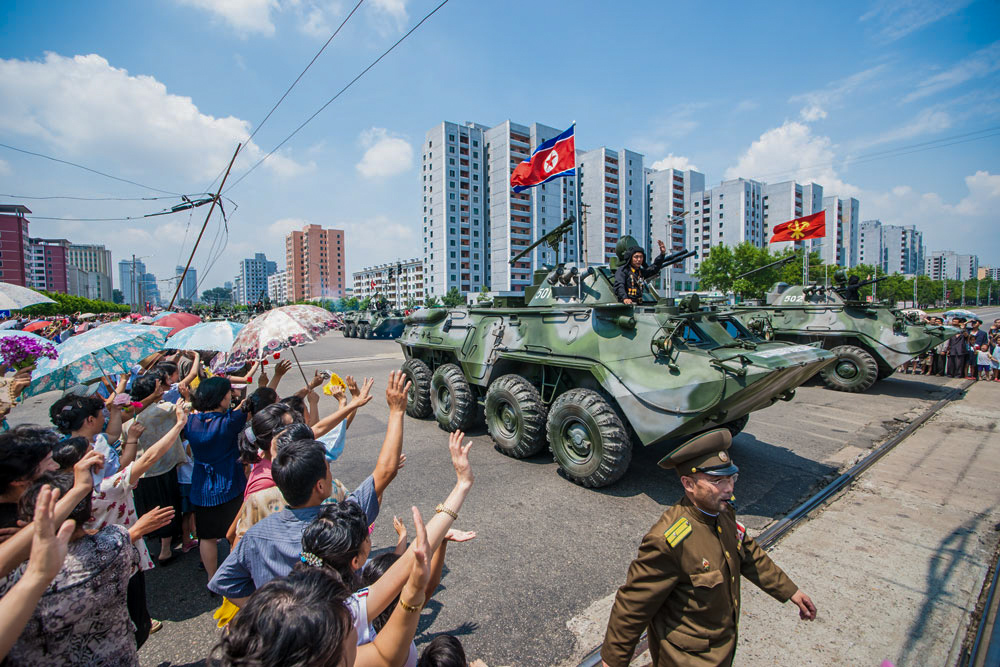
朝鲜人民军的裝甲車輛於國慶

| 名稱         | 形式     | 服役                  | 附註                                            |
| ------------ | -------- | --------------------- | ----------------------------------------------- |
| 59式坦克     | 中型坦克 | 1,000輛有戰力         | 超過200輛59式現役                               |
| T-62         | 中型坦克 | 500輛                 |                                                 |
| T-34         | 中型坦克 | 各型號總共約20輛      | 在裝甲兵學校作為訓練車                          |
| 先軍號       | 主力戰車 |                       |                                                 |
| 62式坦克     | 輕型戰車 | -50輛                 | 已退役                                          |
| 63式两栖坦克 | 兩棲戰車 | -100輛                | 已退役                                          |
| T-54坦克     | 中型戰車 | 1,600輛               | 包含T-55或59式坦克改裝                          |
| 85式坦克     | 主戰坦克 | 1輛                   | 从巴基斯坦购买                                  |
| PT-76        | 兩棲坦克 | 约300輛               | 部分退役                                        |
| 69式坦克     | 中型坦克 | 40輛                  |                                                 |
| 天馬虎       | 主戰坦克 |                       | 超過1,000輛，1,400輛出廠                        |
| 暴風虎       | 主戰坦克 | 至少200-300輛（2010） | 自製主戰坦克,技術來自T-72系列，又被西方稱M-2002 |
| T-90S        | 主戰坦克 | 1輛                   | 2001年購買，作為研究用途                        |
| PT-85        | 兩棲坦克 |                       | 現役中，自製兩棲坦克，改良自蘇聯PT-76           |
| IS-2         |          |                       | 已退役                                          |
| IS-3         | 重型坦克 | 32輛                  | 在裝甲兵學校作為訓練車                          |

### 裝甲運兵車
| 名稱           | 型式           | 數量  | 生產國                 | 照片 | 附註                              |
| -------------- | -------------- | ----- | ---------------------- | ---- | --------------------------------- |
| BMP-1          | 履帶步兵戰鬥車 | 100   | 苏联                   |      |                                   |
| BTR-50P        | 兩棲裝甲運兵車 | 不明  | 苏联                   |      |                                   |
| BTR-60PB       | 輪型裝甲運兵車 | 1,000 | 苏联                   |      | 1966年採購                        |
| BTR-80         | 輪型裝甲運兵車 | 100   | 苏联                   |      | BTR-80A                           |
| BTR-40         | 輪型裝甲運兵車 | 不明  | 苏联                   |      | 並有採購中共授權製造之55式        |
| M1992          | 輪型裝甲運兵車 | 不明  | 朝鮮民主主義人民共和國 |      | 車輛母體為BRDM-2裝甲車，武裝變更  |
| 63式裝甲輸送車 | 履帶裝甲運兵車 | 500   | 中华人民共和国         |      |                                   |
| VTT-323        | 履帶裝甲運兵車 | 不明  | 朝鮮民主主義人民共和國 |      | 又稱M1973A，引自63A裝甲運兵車技術 |
| M-2010         | 履帶裝甲運兵車 | 100＞ | 朝鮮民主主義人民共和國 |      | VTT-323改良                       |
| BTR-152        | 輪型裝甲運兵車 | 1000  | 苏联                   |      |                                   |

### 火砲
| 名稱              | 形式                  | 服役 | 附註        |
| ----------------- | --------------------- | ---- | ----------- |
|                   | 76.2 mm 岸砲          |      |             |
| M-1974            | 152 mm SP 榴彈砲      |      |             |
| 54式122毫米榴弹炮 |                       |      |             |
| M-1978            | 170mm SP 榴彈砲       |      |             |
| M-1985            | 152 mm 自走榴彈砲     |      |             |
| D-20/M1955        | 83式152毫米自行加榴炮 |      |             |
| M-1975            | 130 mm 自走砲         |      |             |
| M-1992            | 130 mm 自走砲         |      |             |
| M-1981            | 122 mm 自走砲         |      |             |
| M-1991            | 122 mm 自走 榴彈砲    |      |             |
| M-1992            | 120 mm 自走迫击砲     |      |             |
| M-1992            | 防空砲                |      |             |
| ZSU-57-2          | 自走防空砲            | 250  |             |
| ZSU-23-4          | 自走防空砲            | 100  |             |
| M1985             | 240mm 火箭發射器      |      |             |
| M-1991            | 240 mm 火箭發射器     |      |             |
| M-1985            | 122 mm 多管火箭發射器 |      |             |
| BM-11             | 122 mm 多管火箭發射器 |      |             |
| 63式              | 107 mm 多管火箭發射器 |      |             |
| BM-24             | 240 mm 多管火箭發射器 |      | 200架以上   |
| BMD-20            | 200 mm 多管火箭發射器 |      |             |
| SU-100            | 100 mm SP 突擊砲      |      |             |
| ISU-152           |                       |      |             |
| 多種迫擊砲        | 迫擊砲                | 不明 | 超過7,500門 |

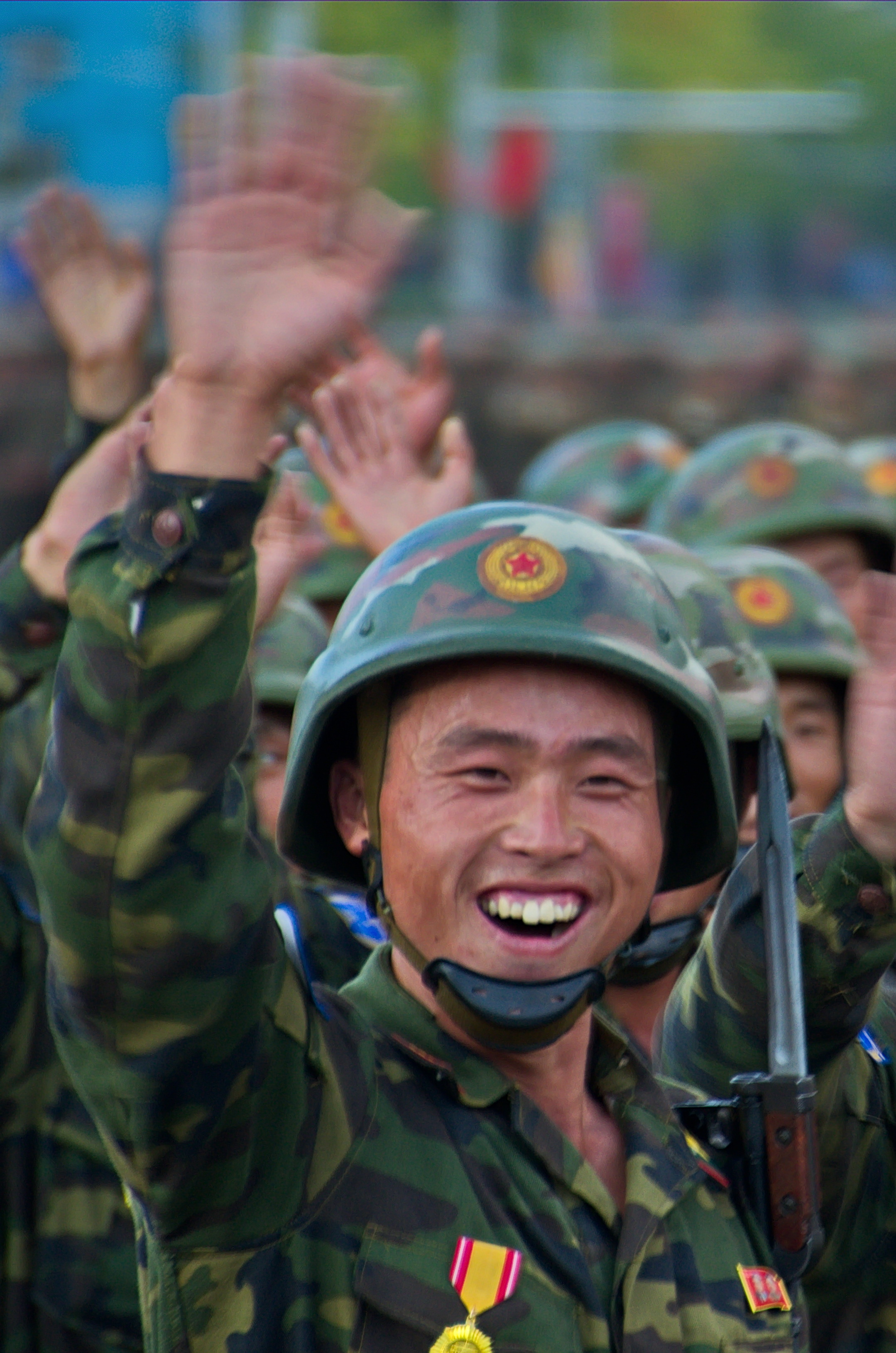
2015阅兵式上的陆军野战服
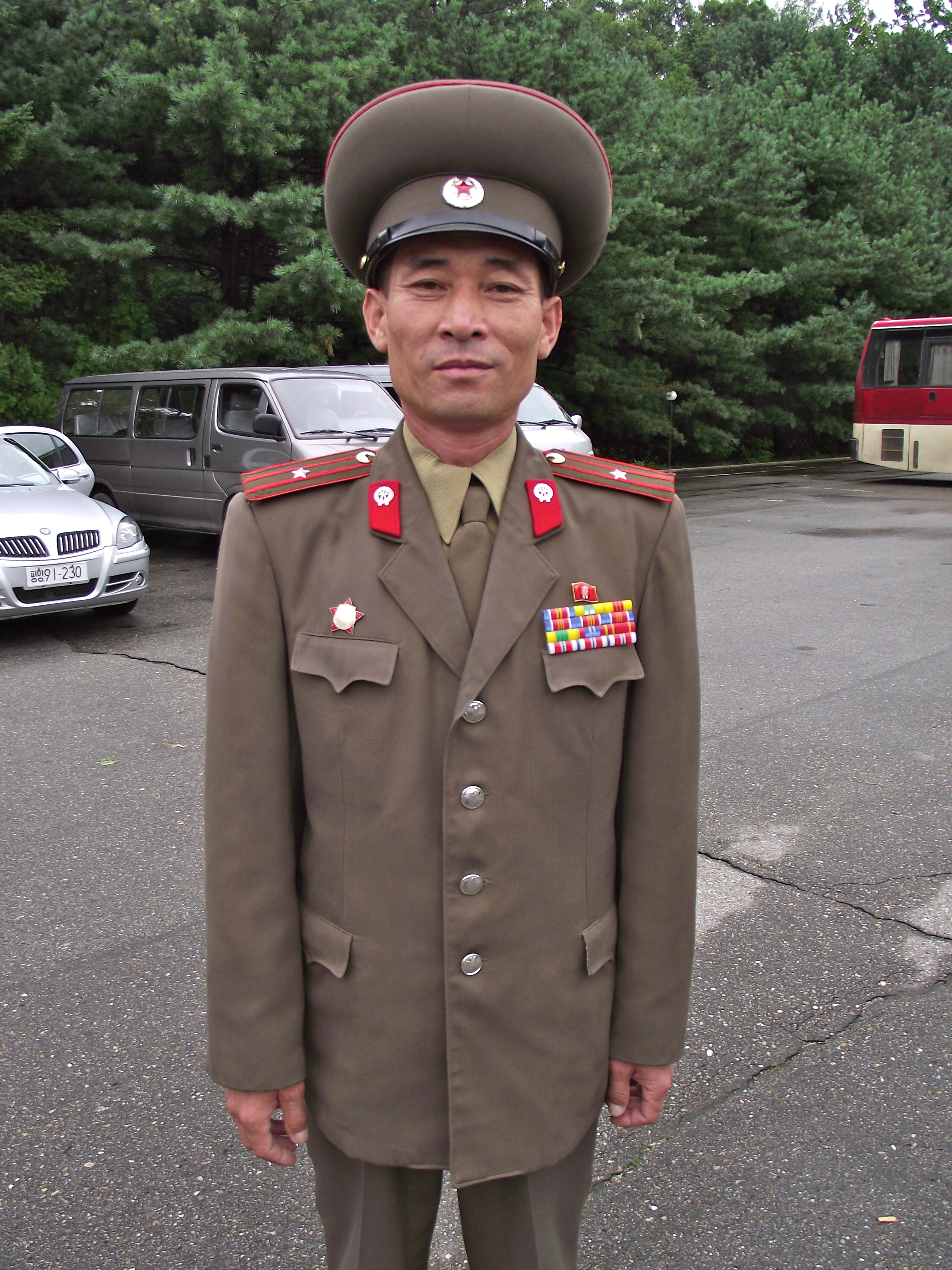
男性軍常服
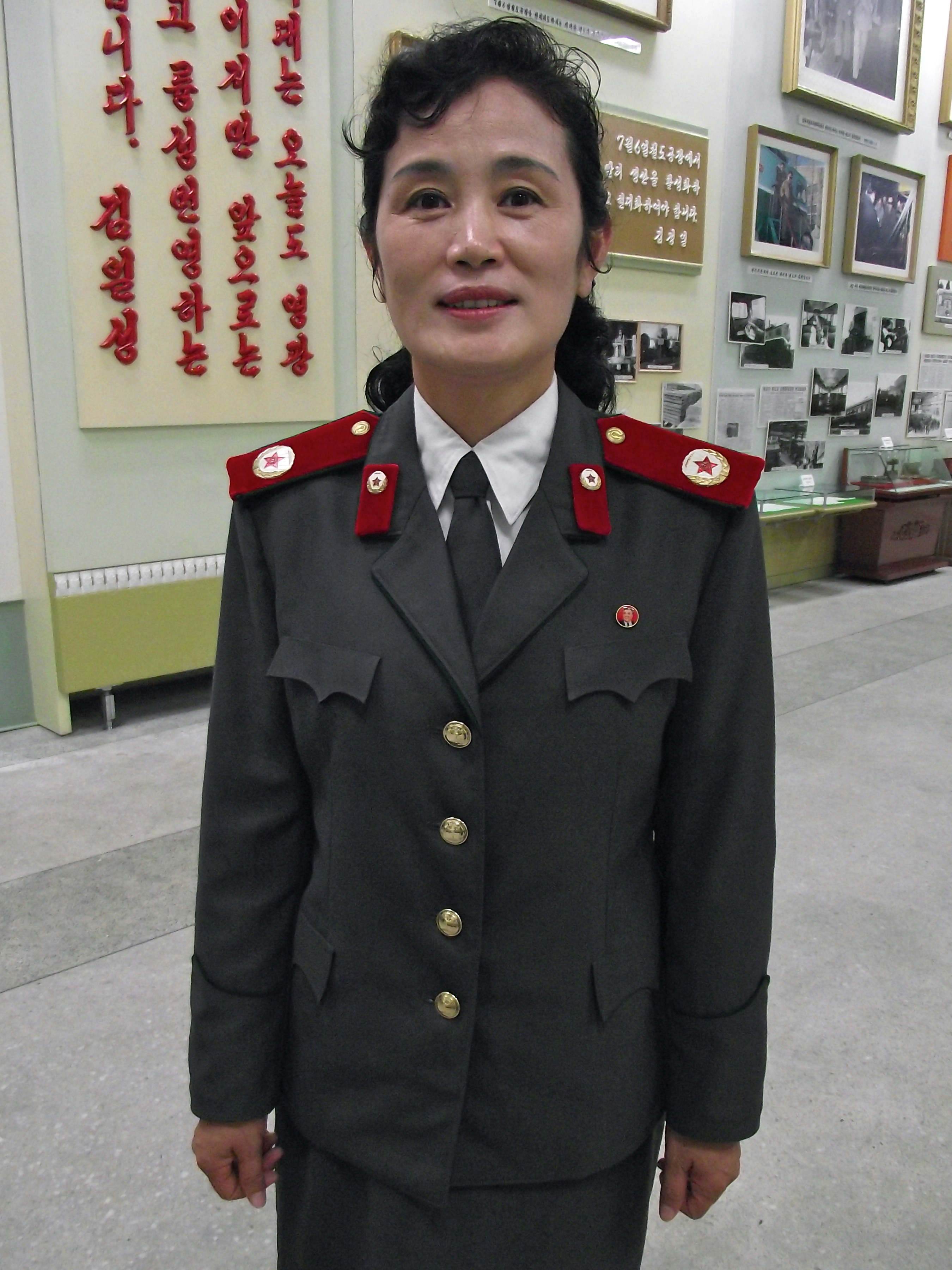
女性軍常服
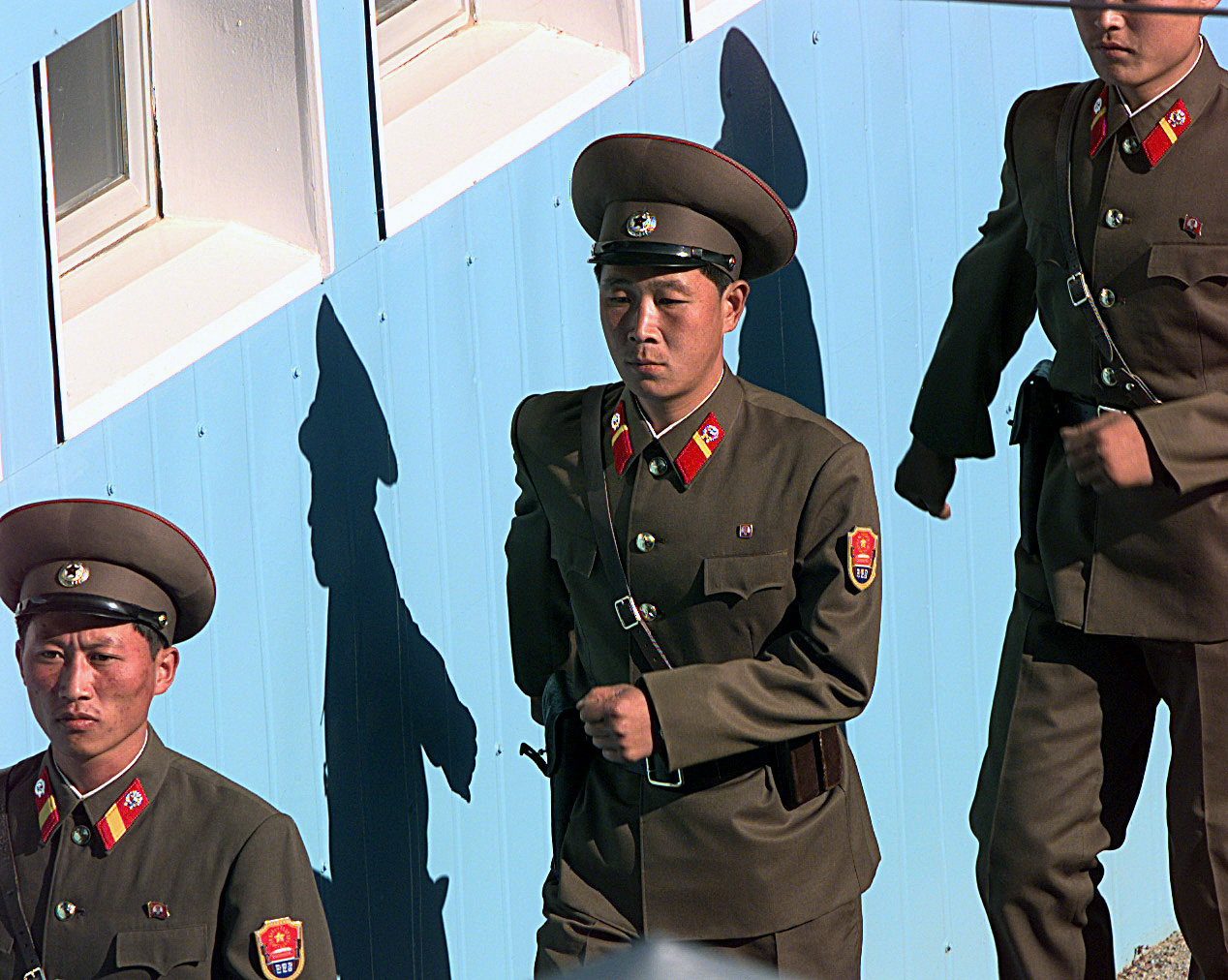
兩韓非軍事區的守軍隊伍正於位在板門店的共同警戒處巡邏。
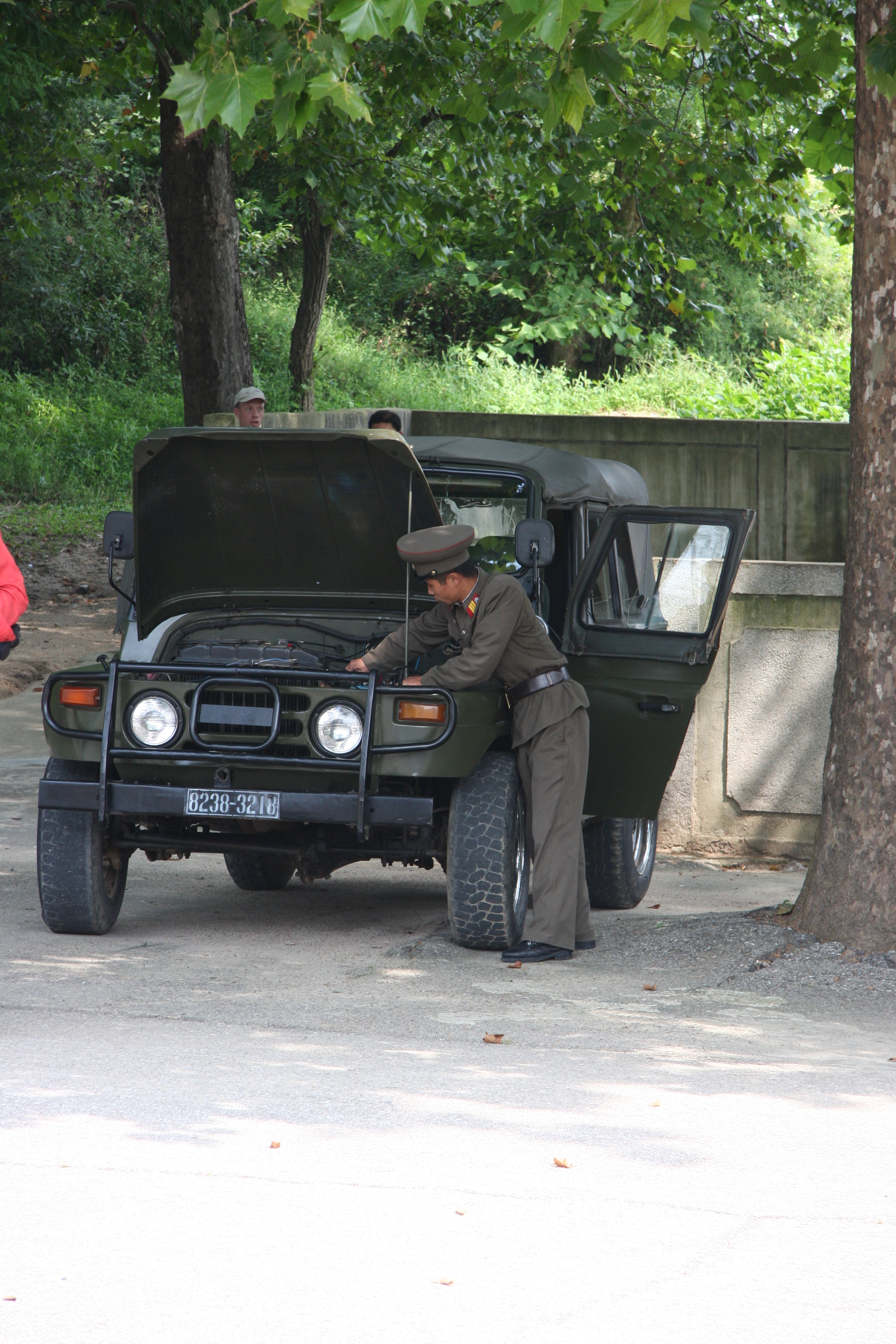
朝鮮人民軍的士兵正在對吉普車進行維修檢查。
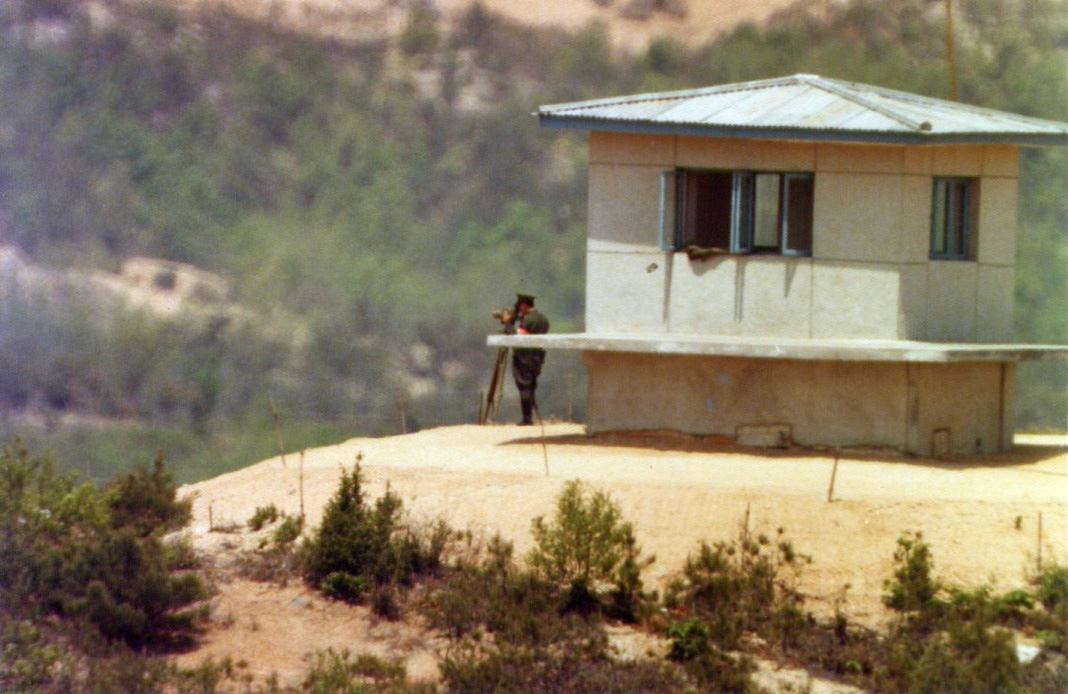
邊界碉堡
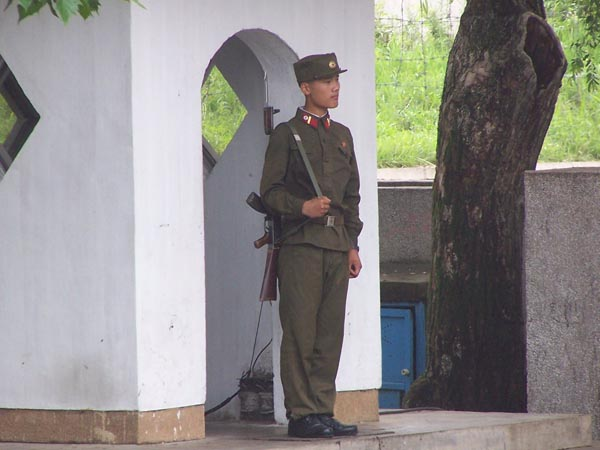
一名北韓士兵正於北韓非軍事區共同警備處的道路旁站崗，攝於2005年。

### 輕兵器
北韓陸軍使用的制式裝備大多仿製自前蘇聯，部分則直接從中華人民共和國引入。

### 個人武器
| 型號            | 圖片 | 原產地                                  | 類別             | 口徑                | 細節 |      |
| 手槍            | 手槍 | 手槍                                    | 手槍             | 手槍                | 手槍 | 手槍 |
| --------------- | ---- | --------------------------------------- | ---------------- | ------------------- | --- | ---- |
| 64式            |      | 朝鮮民主主義人民共和國                  | 半自動手槍       | .32 ACP             | FN M1900的仿製型，裝備武裝特工和特種部隊                                                                             |      |
| 66式            |      | 朝鮮民主主義人民共和國                  | 半自動手槍       | 9×18毫米馬卡洛夫    | 馬卡洛夫手槍的仿製型                                                                                                 |      |
| 68式            |      | 朝鮮民主主義人民共和國                  | 半自動手槍       | 7.62×25毫米托卡列夫 | TT-33的仿製型 |      |
| 70式            |      | 朝鮮民主主義人民共和國                  | 半自動手槍       | .32 ACP             | |      |
| 白頭山          |      | 朝鮮民主主義人民共和國                  | 半自動手槍       | 9×19公釐帕拉貝倫    | CZ 75的仿製型，裝備軍官及特種部隊                                                                                    |      |
| Inglis Hi-Power |      | 加拿大                                  | 半自動手槍       | 9×19公釐帕拉貝倫    | 白朗寧大威力手槍的加拿大授權生產型                                                                                   |      |
| 散彈槍          |      |                                         |                  |                     | |      |
| KS-23           |      | 苏联                                    | 泵動式散彈槍     | 23×75毫米           | |      |
| 衝鋒槍          |      |                                         |                  |                     | |      |
| 49式／50式      |      | 朝鮮民主主義人民共和國 · 中华人民共和国 | 衝鋒槍           | 7.62×25毫米托卡列夫 | 分別為PPSh-41的北韓和中國仿製型                                                                                      |      |
| PPS             |      | 苏联                                    | 衝鋒槍           | 7.62×25毫米托卡列夫 | |      |
| vz. 61蠍式      |      | 捷克斯洛伐克                            | 衝鋒槍           | .32 ACP             | 裝備武裝特工和特種部隊                                                                                               |      |
| 步槍            |      |                                         |                  |                     | |      |
| 63式            |      | 朝鮮民主主義人民共和國                  | 半自動步槍       | 7.62×39毫米         | SKS的仿製型，主要由儀仗隊使用                                                                                        |      |
| 56式            |      | 中华人民共和国                          | 突擊步槍         | 7.62×39毫米         | AK的中國仿製型 |      |
| 58式、58-1式    |      | 朝鮮民主主義人民共和國                  | 突擊步槍         | 7.62×39毫米         | 分別為AK和AKS的仿製型                                                                                                |      |
| 68式、68-1式    |      | 朝鮮民主主義人民共和國                  | 突擊步槍         | 7.62×39毫米         | 分別為AKM／AKMS的仿製型（圖中為58式和68式）                                                                          |      |
| 88式、88-1式    |      | 朝鮮民主主義人民共和國                  | 突擊步槍         | 5.45×39毫米         | AK-74的仿製型，為朝鮮人民軍陸軍現時的主力步槍，具有使用彈筒供彈的衍生型、短管卡賓槍型以及型號不明的犢牛式版本        |      |
| M16A1           |      | 美国 · 朝鮮民主主義人民共和國           | 突擊步槍         | 5.56×45毫米         | 為當地仿製型，主要裝備滲透到韓國境內的武裝特工和特種部隊，曾於1996年江陵潜艇渗透事件中被韓國軍方繳獲，機匣上沒有刻字 |      |
| K2              |      | 大韓民國 · 朝鮮民主主義人民共和國       | 突擊步槍         | 5.56×45毫米         | 為仿製品，用作滲透到韓國境內時打扮成大韓民國國軍士兵                                                                 |      |
| 狙擊步槍        |      |                                         |                  |                     | |      |
| SVD             |      | 苏联                                    | 半自動狙擊步槍   | 7.62×54毫米R        | |      |
| PSL             |      | 羅馬尼亞                                | 半自動狙擊步槍   | 7.62×54毫米R        | |      |
| 78式            |      | 朝鮮民主主義人民共和國                  | 半自動狙擊步槍   | 7.62×54毫米R        | 基於扎斯塔瓦M76和PSL的設計                                                                                           |      |
| 機槍            |      |                                         |                  |                     | |      |
| DP-27           |      | 苏联                                    | 輕機槍           | 7.62×54毫米R        | 包括衍生型RP-46 |      |
| 62式            |      | 朝鮮民主主義人民共和國                  | 輕機槍           | 7.62×39毫米         | RPD的仿製型 |      |
| 73式            |      | 朝鮮民主主義人民共和國                  | 輕機槍           | 7.62×54毫米R        | |      |
| 64式            |      | 朝鮮民主主義人民共和國                  | 輕機槍           | 7.62×39毫米         | RPK的仿製型 |      |
| RPK-74          |      | 苏联                                    | 輕機槍           | 5.45×39毫米         | |      |
| 82式            |      | 朝鮮民主主義人民共和國                  | 通用機槍         | 7.62×54毫米R        | PKM的仿製型 |      |
| DShKM／54式     |      | 苏联 · 中华人民共和国                   | 重機槍           | 12.7×108毫米        | 54式為中國仿製型 |      |
| NSV             |      | 苏联                                    | 重機槍           | 12.7×108毫米        | |      |
| KPV             |      | 苏联                                    | 重機槍           | 14.5×114毫米        | |      |
| 榴彈發射器      |      |                                         |                  |                     | |      |
| GP-25           |      | 苏联                                    | 下掛式榴彈發射器 | 40mm                | 可下掛於AK樣式步槍護木下                                                                                             |      |
| AGS-17          |      | 苏联                                    | 自動榴彈發射器   | 30×29mm             | |      |
| 反坦克武器      |      |                                         |                  |                     | |      |
| 68式7號發射筒   |      | 朝鮮民主主義人民共和國                  | 火箭推進榴彈     | 40mm                | RPG-7的仿製型 |      |
| 69式火箭筒      |      | 中华人民共和国                          | 火箭推進榴彈     | 40mm                | RPG-7的中國仿製型 |      |
| RPO-A           |      | 苏联                                    | 火箭筒           | 93mm                | |      |
| 手榴彈          |      |                                         |                  |                     | |      |
| F-1             |      | 苏联                                    | 手榴彈           |                     | |      |
| RGD-5           |      | 苏联                                    | 手榴彈           |                     | |      |
| M26             |      | 美国                                    | 手榴彈           |                     | 曾於江陵潜艇渗透事件中被韓國軍方繳獲                                                                                 |      |

#### 无后座力炮
- B-10无后座力炮
- B-11无后座力炮
- SPG-9無後座力炮

#### 反坦克導彈
- AT-1（本土生產）
- AT-3（本土生產）
- AT-4（本土生產）
- AT-5（本土生產，主要裝在坦克上）
- 火鸟-3（仿自于9M133短号，可能来源于叙利亚，装备于先军915坦克上）

#### 便攜式防空導彈
- 9K32（SA-7）防空飛彈（本土製造，含红缨-5）
- 9K34（SA-14）防空飛彈（本土製造）
- 9K310（SA-16）防空飛彈（本土製造）
- FIM-92刺針便攜式防空飛彈（90年代通過秘密通道獲數枚導彈，現已通過仿製裝備部隊）
- 9K38（SA-18）防空导弹（装在坦克上）

#### 已经退役的轻武器
- 十四年式手槍
- TT手槍
- 51式手槍
- 54式手槍
- PPD-40衝鋒槍
- M3衝鋒槍
- 百式衝鋒槍
- 三八式步槍
- 莫辛-納甘步槍
- SVT-40半自動步槍
- ZB26輕機槍
- 九九式輕機槍
- 九九式步枪
- 马克沁M1910重机枪
- 索米M1931衝锋槍